# Aphanogryllacris obscuriceps
Aphanogryllacris obscuriceps är en insektsart som först beskrevs av Heinrich Hugo Karny 1931.  Aphanogryllacris obscuriceps ingår i släktet Aphanogryllacris och familjen Gryllacrididae. Inga underarter finns listade i Catalogue of Life.